# Pristimantis tayrona
Pristimantis tayrona är en groddjursart som först beskrevs av Lynch och Pedro M. Ruiz-Carranza 1985.  Pristimantis tayrona ingår i släktet Pristimantis och familjen Strabomantidae. IUCN kategoriserar arten globalt som nära hotad. Inga underarter finns listade i Catalogue of Life.